# Толомеи, Бернардо (святой)
Бернардо Толомеи (итал. Bernardo Tolomei; 10 мая 1272, Сиена, Тоскана — 20 августа 1348, Сиена, Тоскана) — святой Римско-Католической Церкви, отшельник, монах, основатель католического мужского монашеского ордена оливетов.

## Биография
Был крещен под именем Джованни. С шестилетнего возраста находился на воспитании у монахов доминиканцев. После получения начального образования, по просьбе своего отца поступил в Университет и был посвящён в рыцари Рудольфом I. Принимал участие в деятельности благотворительного братства при госпитале. Чтобы избежать военной службы стал преподавать юриспруденцию в местном университете, где он познакомился с Андреем Пикколомини и Патрицием Патриццио, с которыми он через некоторое время покинул Университет и в 1313 году ушёл в отшельничество. Живя в отшельничестве, взял себе имя Бернардо, в честь святого Бернарда Клервоского.
В 1319 году Бернардо Толомеи отправился в Авиньон к римскому папе Иоанну XXII, чтобы получить от него благословение на деятельность основанной им монашеской общины. В 1322 году Бернардо Толомеи стал после Патриция Патриццио вторым настоятелем монашеского ордена оливетов. Бернардо Толомеи умер во время эпидемии чумы 20 августа 1348 года.

## Прославление
В 1644 году Бернардо Толомеи был причислен к лику блаженных, 26 апреля 2009 года был причислен к лику святых римским папой Бенедиктом XVI.
День памяти в католической церкви — 21 августа.